# Бобинський Осип
Осип Бобинський (26 грудня 1899, Фельштин, нині с. Скелівка, Старосамбірський район — 22 жовтня 1962, Філадельфія) — український військовик, десятник УГА.

## Життєпис
Народився 26 грудня 1899 в селі Фельштин повіту Самбір (нині с. Скелівка, Старосамбірський район, Львівська область, Україна).
Закінчив Державний Інститут Ручних Робіт у Варшаві та педагогічний іспит для студентів середніх шкіл у Львові. У перші дні листопада 1918 року добровольцем брав участь у боях проти поляків у Медиці під Перемишлем.
З частинами 11-ї бригади Української Галицької Армії в «Чотирикутнику смерті» пережив тиф і чорну віспу. Був у Фрідріхівці поблизу Проскурова і в Ялівці недалеко Львова.
Пізніше емігрував до США. Помер у Філадельфії, США, 22 жовтня 1962 року.